# Chuang Hua
Chuang Hua, Stella Yang Copley de son vrai nom, née en 1931 à Shanghai et morte le 25 juin 2000 à New York, est une écrivaine américaine d'origine chinoise.

## Biographie
Stella Yang Copley nait en 1931 à Shanghai, d'un père chirurgien puis agent de change. Lorsque le Japon envahit la Chine dans les années 1930, sa famille fuit le pays pour le Royaume-Uni avant de s'installer aux États-Unis.
Diplômée du Vassar College, il semblerait que, dans les années 1960, Stella Yang Copley évolue dans le milieu de l'art new-yorkais, travaillant notamment en tant qu'assistante de Frederick Kiesler. En 1968, elle épouse par ailleurs le peintre William N. Copley. Ils divorcent en 1976, quatre ans après avoir eu ensemble une fille, Theo Copley. Stella Yang Copley vit ensuite de manière reculée dans sa maison de Washington, dans le Connecticut.
Atteinte d'un cancer du pancréas, elle meurt le 25 juin 2000 à New York.

### La Femme traversante
Publié en 1968 sous le nom de Chuang Hua, La Femme traversante est l'unique roman de Stella Yang Copley. D'inspiration autobiographique, il suit Jane Quatre, une Sino-Américaine qui, issue de la haute bourgeoisie et éprise d'un journaliste français, est en pleine « quête de soi ».
Précédant de cinq ans les premiers travaux universitaires consacrés à la littérature sino-américaine, le livre passe tout d'abord inaperçu et n'est pas réédité avant 1986, augmenté d'une postface d'Amy Ling. Cette dernière considère en effet qu'il s'agit d'« un jalon majeur de cette littérature » et « le premier roman moderniste sino-américain ».
La Femme traversante parait pour la première fois en français aux éditions Zoé, en 2023.

## Œuvre
- La Femme traversante [« Crossings »]  (trad. de l'anglais par Serge Chauvin, postface Amy Ling), Genève, Éditions Zoé, 2023 [1968, 1986], 235 p. (ISBN 978-2-88907-101-2)